# Linum kaynakiae
Linum kaynakiae är en linväxtart som beskrevs av Yilmaz. Linum kaynakiae ingår i släktet linsläktet, och familjen linväxter. Inga underarter finns listade i Catalogue of Life.